# Teichmühle (Wernigerode)

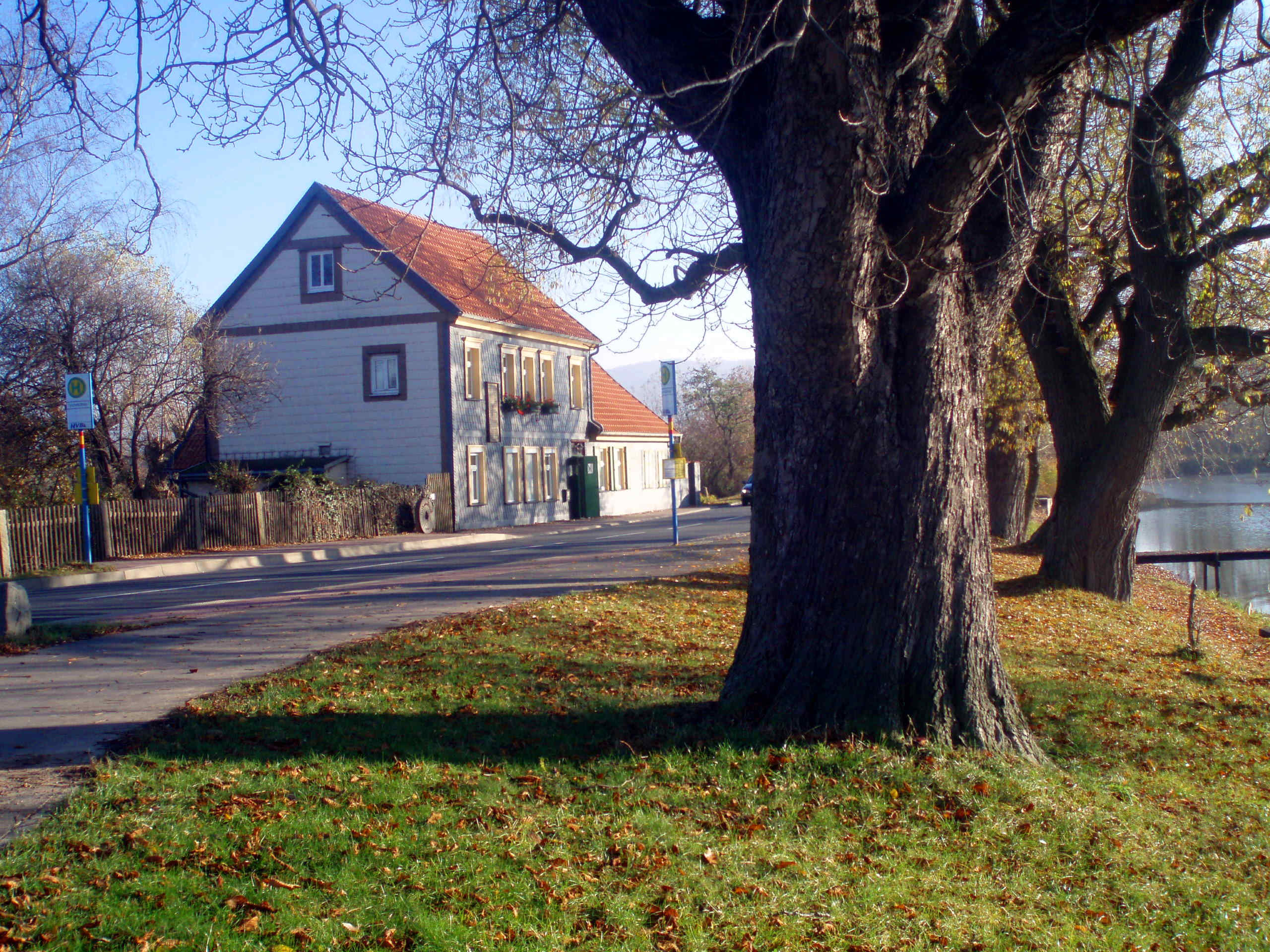
Teichmühle bei Wernigerode

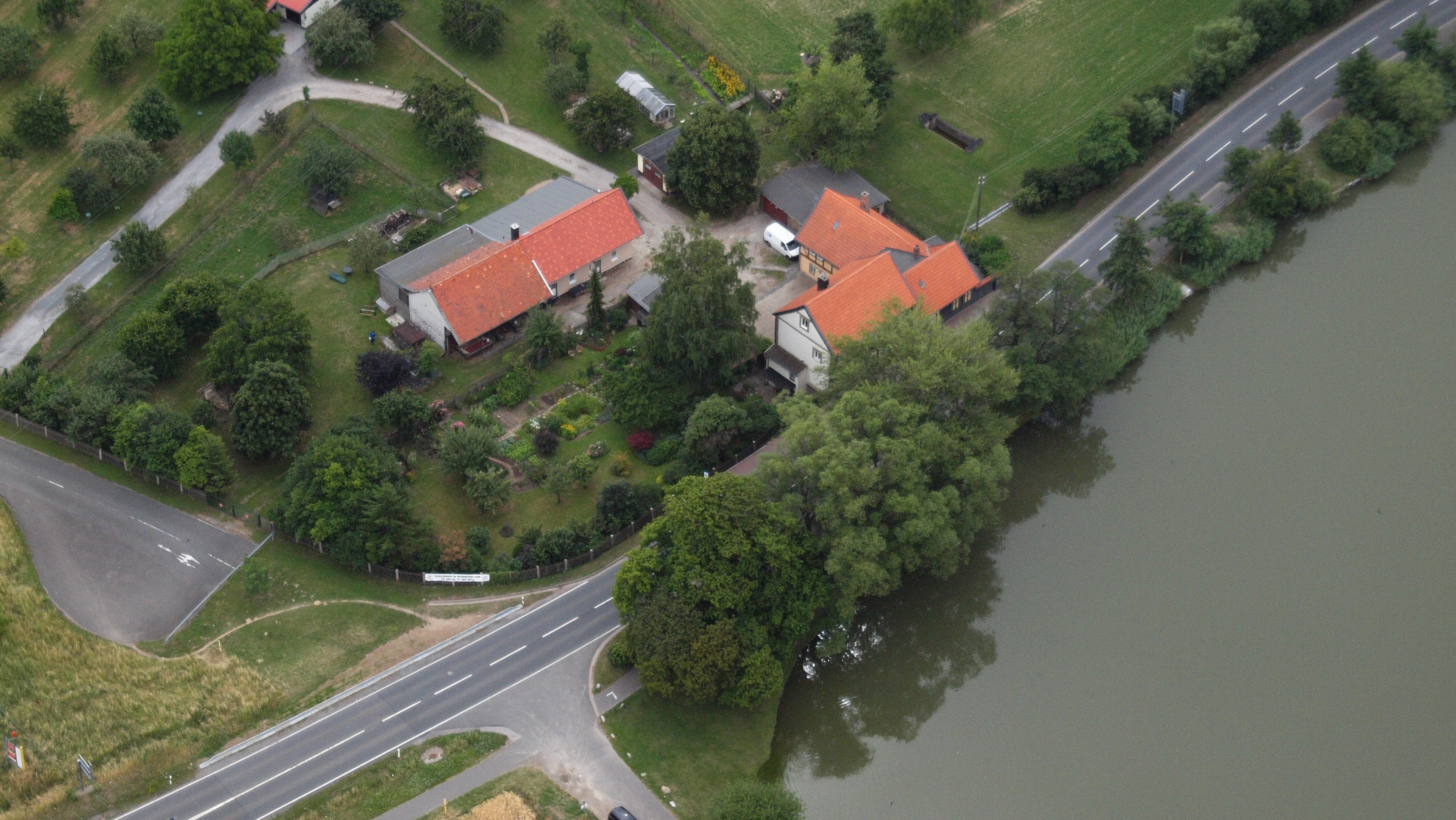
Teichmühle (Wernigerode), Luftaufnahme (2015)

Die Teichmühle ist eine frühere Mahlmühle zwischen Wernigerode und Schmatzfeld im Landkreis Harz, die heute Wohnzwecken dient. 1790 wird der Neubau der Mühle als Ölmühle erwähnt. Bis 1909 blieb die Mühle als gräfliche Erbzinsmühle im Besitz der Grafen bzw. Fürsten zu Stolberg-Wernigerode. Sie wurde durch das Wasser eines Mühlteiches betrieben, der heute als Reddeberteich bezeichnet wird. Heute führt direkt vor dem Gebäude die Bundesstraße 244 vorbei, an der sich eine Bushaltestelle befindet.